# Sankt Oswald bei Haslach
Sankt Oswald bei Haslach település Ausztriában, Felső-Ausztria tartományban, a Rohrbachi járásban, területe 8,0 km².

## Fekvése
Tengerszint feletti magassága 658 méter. Sankt Oswald bei Haslach Přední Výtoň, Lichtenau im Mühlkreis, Rohrbach-Berg és Aigen-Schlägl településekkel határos.

## Népesség
Lakosainak száma 501 fő (2018. január 1.).